# Neugnadenfeld
Neugnadenfeld is een dorp in de gemeente Ringe, dat deel uitmaakt van de Samtgemeinde Emlichheim.

## Ontstaansgeschiedenis
Het dorp ontstond in 1946 in de barakken van het voormalige hospitaal van Kamp Alexisdorf. Het kamp werd toen gebruikt om vluchtelingen uit Polen en Oekraïne op te vangen. Zij waren allen lid van de Hernhutter Broedergemeenschap. Velen van hen kwamen uit het dorp Gnadenfeld (tegenwoordig Pawłowiczki, Polen) nabij Cosel in Opper-Silezië. Minister-president van het bondsland Nedersaksen Hinrich Wilhelm Kopf bood hun het voormalige kamp als onderkomen aan. Het kamp werd in hoog tempo tot dorp verbouwd. Er kwamen scholen en een kerk van de Evangelische Broedergemeente. In 1952 verdwenen de barakken en werd het dorp, zoals het er nu nog uitziet, gebouwd. Het nieuwe dorp kwam Neugnadenfeld te heten.